# Де Лоуч, Бенджамин Паттерсон
Бенджамин Паттерсон Де Лоуч (англ. Benjamin Patterson DeLoache; 11 сентября 1905, Камден, Южная Каролина — 15 марта 1994, Нью-Хейвен) — американский певец (баритон) и музыкальный педагог.
Учился в Кёртисовском институте музыки. Дебютировал на сцене в 1928 г. Часто выступал с Филадельфийским оркестром под управлением Леопольда Стоковского — в частности, сохранилась уникальная концертная запись «Песен Гурре» Арнольда Шёнберга с его участием (1932). Записал также «Зимний путь» Франца Шуберта и др. В 1931 г. пел под руководством Стоковского в американской премьере оперы Альбана Берга «Воццек». В 1935 г. вошёл в число победителей Наумбурговского конкурса молодых исполнителей.
В 1940-е гг. начал педагогическую деятельность, в 1953—1974 гг. преподавал в Школе музыки Йельского университета.
Был женат (1934—1946) на певице Агнес Дэвис.